# Jordanoleiopus monoxenus
Jordanoleiopus monoxenus är en skalbaggsart som beskrevs av Stefan von Breuning 1977. Jordanoleiopus monoxenus ingår i släktet Jordanoleiopus och familjen långhorningar. Inga underarter finns listade i Catalogue of Life.